# Cephalorhynchus heavisidii
Il cefalorinco di Heaviside (Cephalorhynchus heavisidii) è un piccolo delfino che vive al largo delle coste della Namibia e delle coste occidentali del Sudafrica. È uno dei quattro delfini del genere Cephalorhychus - gli altri sono il cefalorinco eutropia, il cefalorinco di Hector e il cefalorinco di Commerson.

## Nome
Il cefalorinco di Heavisidii viene attualmente chiamato così in onore di un tale Capitano Haviside che ne portò un esemplare dalla Namibia al Regno Unito agli inizi del XIX secolo. Comunque il suo nome venne poi storpiato in Heaviside, in onore di un celebre chirurgo, il Capitano Heaviside, che collezionava cetacei e altre specie animali. L'ultimo nome è resistito ed è il più comune nella letteratura popolare. Comunque alcuni autori, tra cui quelli dell'Encyclopedia of Marine Mammals e di Mammal Species of the World, usano il nome originale - cefalorinco di Haviside.

## Popolazione e distribuzione
Sebbene gli avvistamenti della specie non siano infrequenti al largo della Costa degli Scheletri della Namibia, i cefalorinchi di Heaviside non sono stati studiati approfonditamente dagli scienziati. Sono stati registrati al largo della costa della Namibia settentrionale a 17° S e nell'estremo meridione della punta meridionale del Sudafrica. Degli avvistamenti vengono spesso registrati nei pressi di importanti centri abitati come Città del Capo e in città come Walvis Bay. Nella baia di Lambert possono essere avvistati dalla costa o a bordo delle imbarcazioni che si dirigono verso il porto. Non esiste alcuna stima del loro numero.

## Descrizione fisica
Il cefalorinco di Heaviside è un delfino piccolo e grazioso che cresce fino a circa 180 cm di lunghezza e può pesare fino a 75 kg. Le sue dimensioni e la rotondità della sua testa fanno sì che spesso venga scambiato per una focena. La testa è di color grigio scuro. La metà superiore della fronte e i fianchi sono di un grigio più chiaro. La pinna dorsale, le natatoie e la metà posteriore del dorso sono a sua volta di color grigio più scuro. Il ventre è bianco e ci sono anche tracce di bianco sui fianchi dietro alla pinna dorsale.
I maschi raggiungono la maturità sessuale a circa 7-9 anni. Le femmine raggiungono l'età riproduttiva nello stesso periodo. Il periodo di gestazione è probabilmente di 10 mesi. L'accoppiamento avviene in primavera ed estate. Si crede che le femmine partoriscano una volta ogni tre anni. L'età massima conosciuta di un cefalorinco di Heaviside era di 20 anni. Questa speranza di vita relativamente breve, insieme al lungo periodo tra un parto e l'altro, provocano una bassa crescita naturale della popolazione. Quindi la specie è troppo sensibile per essere oggetto di caccia.
I cefalorinchi di Heaviside sono animali attivi e sociali. Si raggruppano solitamente in gruppi di circa 5-10 individui e a volte anche in gruppi più numerosi. Sono in grado di nuotare velocemente. Una parte delle attività ludiche e sociali consiste nel saltare verticalmente fuor d'acqua, roteare in aria e ricadere in mare senza fare alcuno schizzo o il minimo rumore.